# ماركوس ريت
ماركوس ريت (بالألمانية: Markus Reiter)‏ هو لاعب كرة قدم ومدرب كرة قدم ألماني في مركز قلب الدفاع، ولد في 10 أغسطس 1976 في إسن في ألمانيا. شارك مع منتخب ألمانيا تحت 17 سنة لكرة القدم ومنتخب ألمانيا تحت 18 سنة لكرة القدم ومنتخب ألمانيا تحت 21 سنة لكرة القدم. أما مع النوادي، فقد لعب مع بوروسيا مونشنغلادباخ وغرويتر فورت ونادي دويسبورغ.